# Universidad DePaul
La Universidad DePaul es una universidad estadounidense, ubicada en la ciudad de Chicago, en el estado de Illinois, fundada por los Padres Paúles en 1898. La universidad toma su nombre del fundador de la Congregación de la Misión, Vicente de Paúl. Los Paúles también dirigen las universidades de Niágara y St. John's. DePaul es la universidad católica más grande de Estados Unidos. El orgullo de la universidad es la diversidad de sus estudiantes.
Tiene acuerdos de intercambio de estudiantes con la Universidad Europea de Madrid, España, y con la Universidad Iberoamericana de México.

## Programas académicos
DePaul tiene una de las escuelas de negocios más antiguas de Estados Unidos, premiada en múltiples ocasiones. DePaul mantiene programas de MBA en la República Checa y en Baréin. Algunos profesores notables son Werner DeBondt y la economista de Bank One, Diane Swonk. La Facultad de Derecho, situada en el Loop de Chicago, es conocida por su programa de Propiedad Intelectual, dirigido por Roberta Kwall. También su Instituto de Derecho Internacional, dirigido por Cherif Bassiouni, tiene un elevado prestigio entre la comunidad internacional. La Facultad de Informática tiene el programa de posgrado más grande de los Estados Unidos.

## Deportes
DePaul compite en la Big East Conference de la Division I de la NCAA. El programa de baloncesto masculino es el más conocido y popular de la Universidad DePaul. Sus rivales más directos son la Universidad Loyola Chicago, la Universidad Marquette, la Universidad del Noroeste y la Universidad de Notre Dame.

## Antiguos alumnos destacados
- Gillian Anderson, actriz.
- Joe Keery, actor.
- Linda Hunt, actriz.
- Stana Katic, actriz.
- Joe Mantegna, actor.
- John C. Reilly, actor.

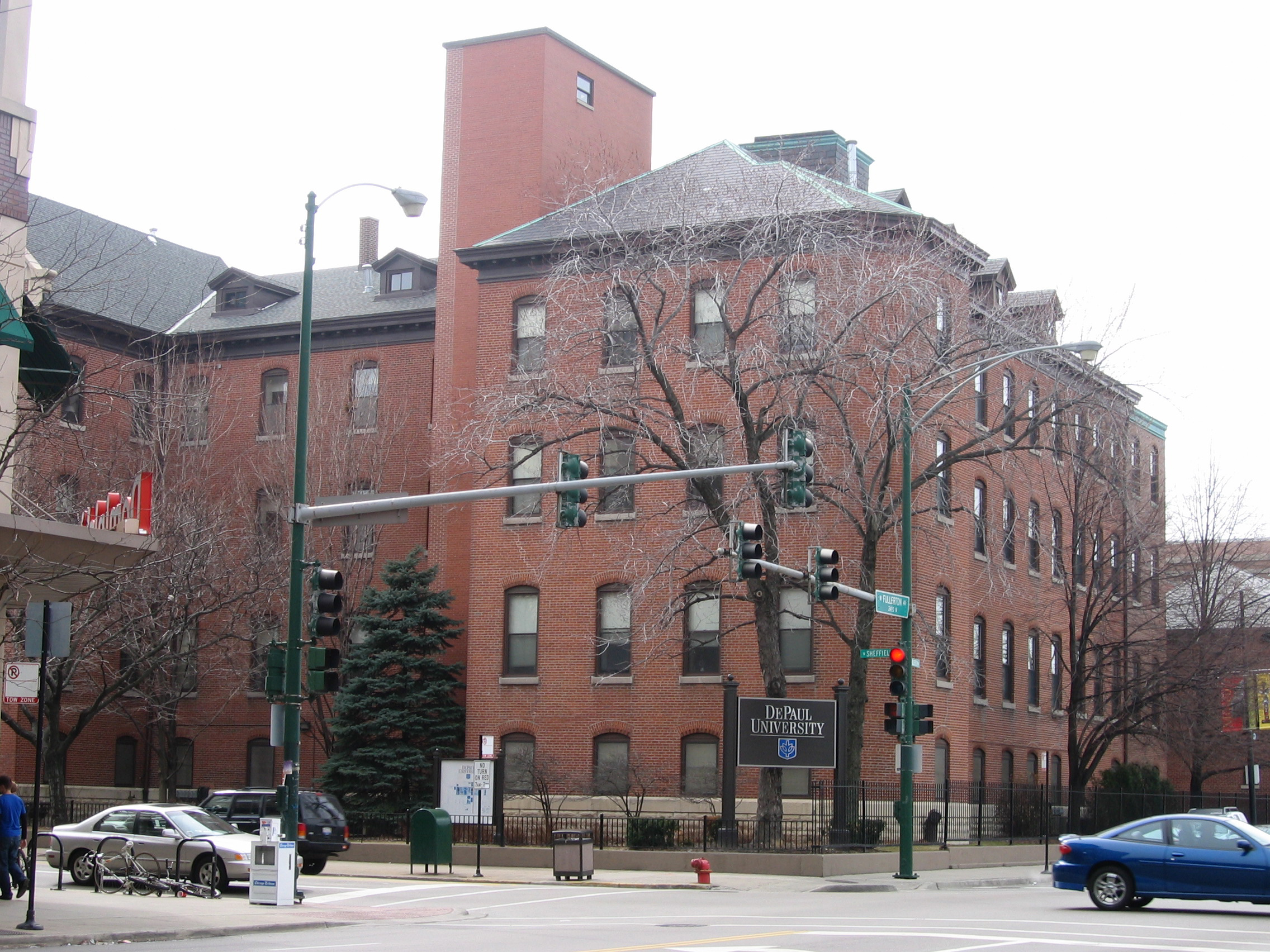
Edificio universitario de DePaul.

- Pete Wentz,cantante,bajista y guitarrista.
- Kevin Anderson, jugador de tenis.
- Mark Aguirre, jugador profesional de baloncesto. Alero, NBA 1982 - 1994 (Dallas, Detroit),
- Terry Cummings, jugador profesional de baloncesto. Alero, NBA 1982 - 2000 (7 equipos diferentes),
- Rod Strickland, jugador profesional de baloncesto. Base, NBA 1988-2005 (9 equipos diferentes),
- Quentin Richardson, jugador profesional de baloncesto. Base, NBA 2000-presente (New York Knicks),
- Bobby Simmons, jugador profesional de baloncesto. Base, NBA 2001-presente (New Jersey Nets).
- Richard M. Daley, alcalde de Chicago.